# Kentucky Bend

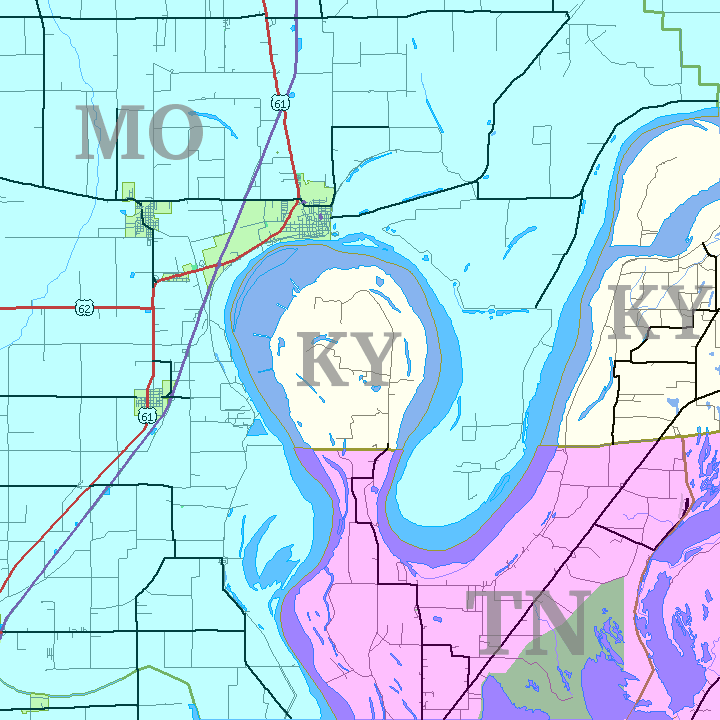
Karte der Exklave

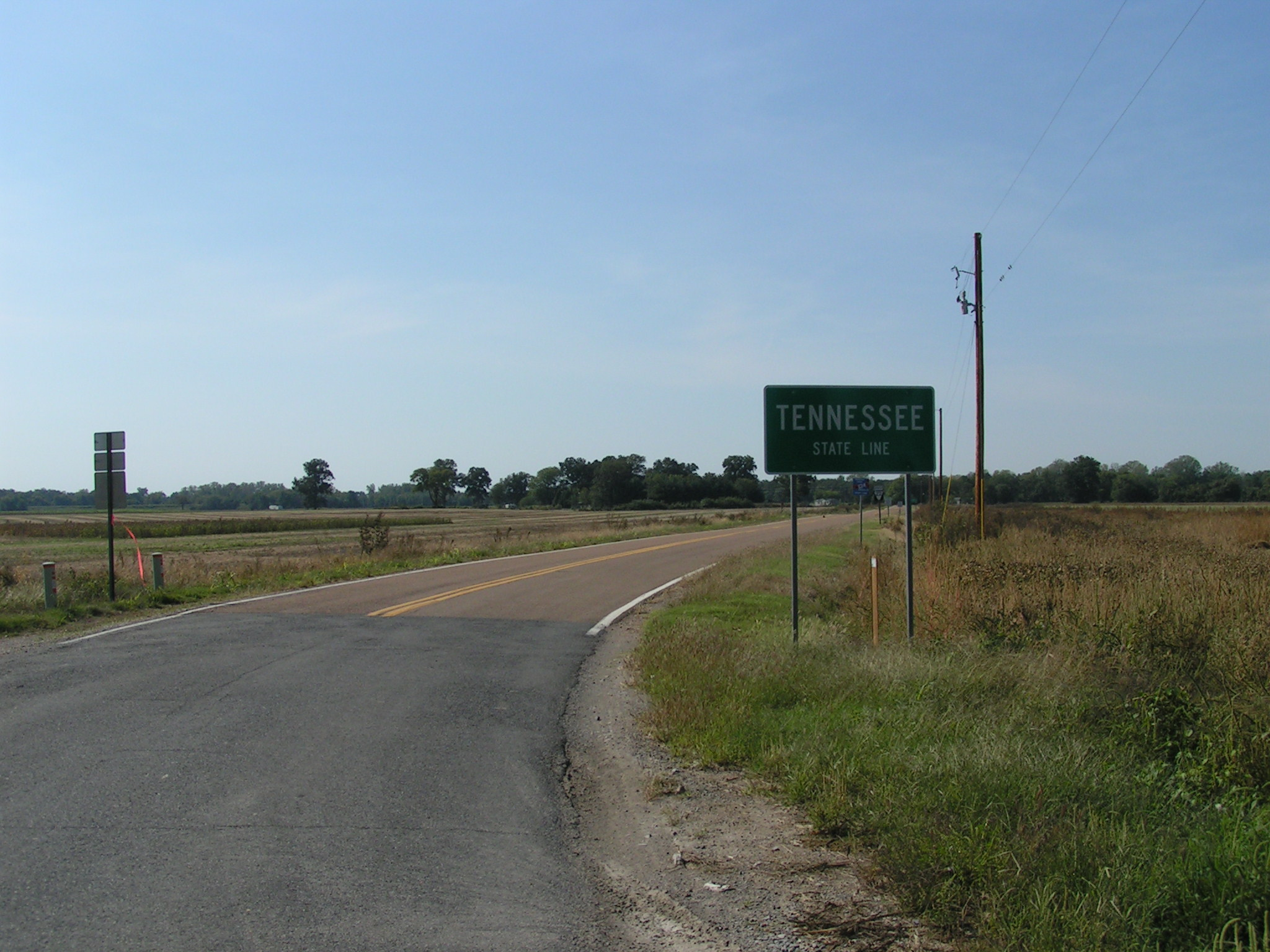
Grenze zwischen der Kentucky Bend und Tennessee

Die Kentucky Bend (auch New Madrid Bend nach der Stadt am gegenüberliegenden Ufer) ist eine Halbinsel am Mississippi River und eine Exklave des amerikanischen Bundesstaates Kentucky. Sie ist die einzige Festland-Exklave eines amerikanischen Bundesstaates, die komplett von anderen Bundesstaaten umgeben ist. Das Gebiet hat eine Fläche von 68,3 km² (davon 45,5 km² Land) und laut der letzten Volkszählung (2020) 9 Einwohner.
Die Exklave ist von drei Seiten vom Mississippi umgeben, der zugleich die Grenze des Bundesstaates Missouri bildet. Im Süden grenzt die Kentucky Bend an Tennessee. Das Gebiet war vom großen New-Madrid-Erdbeben von 1811, das hier auch den Lauf des Mississippi veränderte, betroffen. Zu dieser Zeit war der Fluss bereits die Grenze zwischen den Staaten Kentucky und Tennessee im Osten und Missouri im Westen, und eine Linie entlang 36° 30' N bildete die Grenze zwischen Kentucky und Tennessee. Bei genaueren Landvermessungen im 19. Jahrhundert stellte sich heraus, dass diese Linie den Mississippi nun mehrmals kreuzte und daher die Halbinsel kein Teil von Tennessee war. Seither gehört die Kentucky Bend zum Fulton County.
Sie ist der westlichste Punkt des Bundesstaates Kentucky. Am Ufer des Mississippi befindet sich auch der mit 78 m ü. M. (257 Fuß) tiefste Punkt des Staates. Die wichtigste Verbindung in das Gebiet ist die Tennessee State Route 22. Das United States Census Bureau führt die Exklave als Fulton County West CCD.
Im Jahr 1870 lebten noch über 300 Menschen in der Kentucky Bend. Damals war die Halbinsel aufgrund des sehr fruchtbaren Bodens ein wichtiges Anbaugebiet von Baumwolle. Unmittelbar östlich der Exklave befand sich die Insel Island No. 10, ein Schauplatz im Amerikanischen Bürgerkrieg.
Die Postanschrift ist Tiptonville, Tennessee.